# Религия в Боливии

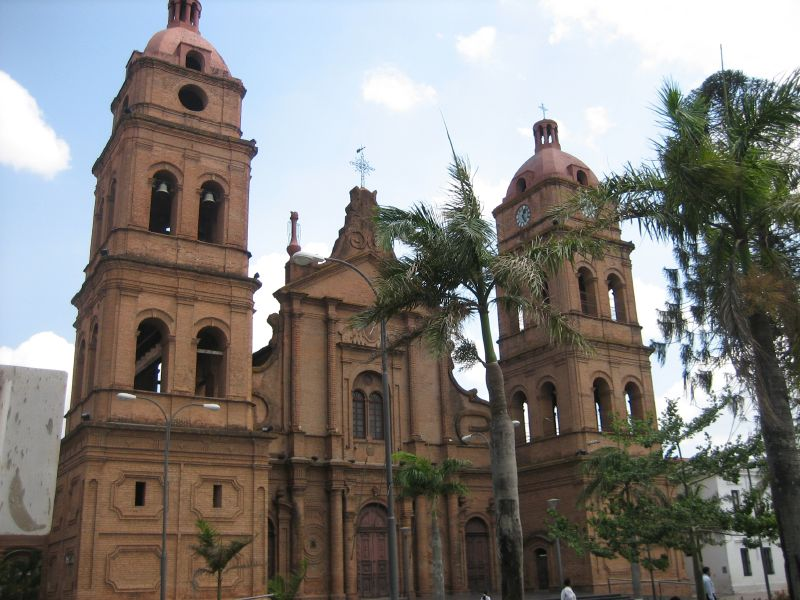
Собор Святого Лаврентия в Санта-Крус-де-ла-Сьерра

Христианство — крупнейшая религия в Боливии, а крупнейшая её ветвь в стране — католицизм. Хоть большинство боливийцев и являются католиками, лишь небольшая часть населения активно участвует в религиозных мероприятиях. После Второго Ватиканского собора в 1962—1965 годах, католическая церковь попыталась сделать религию более важной в жизнях боливийцев.

## Статистика
В 2018 году, организация Latinobarometro опросила жителей Боливии насчёт их религии:
| Религия                    | Процент населения | Замечание |
| -------------------------- | ----------------- | --- |
| Католицизм                 | 70,0 %            | 36 % католиков активно исповедуют свою религию                                                                    |
| Протестантизм              | 17,2 %            | Неопределённые, адвентисты, пятидесятники, баптисты, методисты; 59 % протестантов активно исповедуют свою религию |
| Нерелигиозные              | 9,3 %             | Атеисты, неверующие, агностики                                                                                    |
| Мормоны / Свидетели Иеговы | 1,7 %             | |
| Другие религии             | 1,2 %             | Бахаи, иудаизм, ислам, буддизм, индуизм                                                                           |
| Затруднились ответить      | 0,6 %             | Не знают / не захотели отвечать                                                                                   |

Данные по этому поводу могут варьироваться.

## Свобода вероисповедания
В Конституции Боливии указывается, что в государстве присутствует свобода вероисповедания, и государство с церковью — разделены. Также, запрещается дискриминация по религиозным признакам.
Религиозные организации вынуждены регистрироваться в Министерстве иностранных дел, кроме Католической церкви, регистрация которой была отменена из-за соглашения между правительством Боливии и Святым Престолом. Есть также другой класс религиозных организаций — «духовные организации», которые исповедуют верования коренных жителей Боливии. Они также должны регистрироваться в правительстве, и делают они это также, как и религиозные организации, но комиссия за регистрацию у «духовных организаций» ниже.
Публичные и частные школы могут включить определённые религиозные учения в список предметов, но все школы обязаны преподавать курсы этики, в которых рассказывается о религиозной толерантности.
Некоторые меньшие церкви в сообществе протестантов отказались регистрировать их организации в правительстве, ссылаясь на их опасения по поводу потери конфиденциальности. Хотя этим группам и запрещено открывать банковские аккаунты или держать при себе собственность, но государство не вторгалось в их религиозную практику.
Христианские общины обвиняли правительство в предпочтении к коренным религиозным группам. Сообщалось о враждебности коренных религиозных общин к христианским миссионерам; сообщалось о том, что «главы коренных общин били пасторов».

## Католицизм

### Колониальная эра
Христианство пришло в Боливию вместе с испанцами. В каждой испанской военной экспедиции присутствовали священники. Организация церкви, её персонал и роль в обществе были предопределены в колониальное время. Папа римский Юлий III создал епархию Ла-Плата в 1552 году; после этого, уже в XVII веке, были созданы епархии в Ла-Пасе и Санта-Крус-де-ла-Сьерра. К епархиальным священникам присоединялись также и участники других религиозных орденов, самыми видными из них были францисканцы, мерседарии, доминиканцы и иезуиты. Духовенство в основном было из Европы. Малое количество метисов, которые присоединялись к рядам духовенства, чаще всего становились светскими братьями, нежели священниками. Соглашение между испанской монархией и Католической церковью («Патронато-Реаль») дало испанскому монарху и колониальным властям существенные полномочия в церковных делах. Назначения духовенства и епископов требовали утверждения колониальными властями. Между государством и церковью была неразрывная связь; церковь влияла на дела государства, а государство влияло на дела церкви. В обществе, в котором нельзя было предположить раздельность государства и религии, у церкви было сильное моральное влияние. Также, колониальная церковь была очень состоятельным учреждением. Религиозные организации не только владели обширными участками земли, но также они служили квази-официальными ростовщиками для приземлённой элиты и высокопоставленных должностных лиц. К моменту конца колониальной эры, комбинация кредитования денег и проницательных инвестиций в недвижимость сделали церковь доминирующей финансовой силой в Боливии.

### Независимость
В 1825 году Боливия получила независимость. Это привнесло некоторые изменения в отношения государства с церковью, хотя католицизм и остался в качестве единственной религии в государстве. Помимо небольшого периода в 1870-х, на протяжении XIX века всё оставалось по прежнему. Но, в то же самое время, новое правительство Боливии быстро поставило себя выше церкви. В 1826 году, президент Антонио Хосе де Сукре взял контроль сбор церковных десятин, закрыл все монастыри, где было меньше 12 человек, а также изъял церковные земли. Эти действия навсегда ослабили церковь как политическую силу.
Дальнейшие изменения произошли в XX веке. Так, в 1906 году государство провозгласило свободу вероисповедования и разрешило строительство не католических церквей. В 1961 году, государство отказалось от договора между правительством и церковью («Патронато-Насьональ») и от вмешательства в церковные дела. Государство больше не могло вмешиваться в соборные указы, бреве или буллы, которые издавал папа римский, или в выбор высокопоставленного духовенства. Конституция 1967 года даёт Католической церкви официальный статус, но также гарантирует свободную практику других религий.

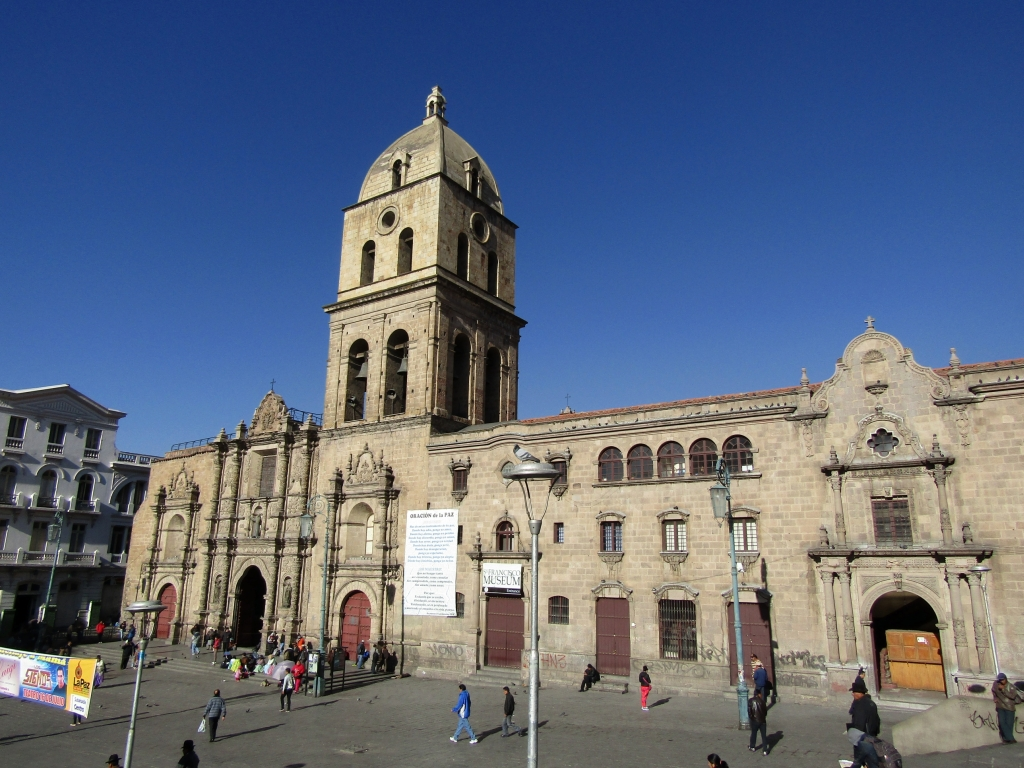
Собор Святого Франциска в Ла-Пасе

Освободившись из под государственного контроля, Католическая церковь попыталась установить более заметное присутствие в обществе Боливии в 1960-х годах. Епископы со всей страны, организованные в Конференцию епископов Боливии (КЕБ; исп. Conferencia Episcopal Boliviana, CEB) издавали пастырские письма, которые осуждали условия жизни крестьян и рабочих. Епископы создавали центры развития, исследовательские организации, и коммиссии для решения этих проблем. Многие священники, братья и сёстры заняли более прямую политическую позицию. Так называемые «священники-шахтёры» были облатами, назначеными в приходы в шахтёрских сообществах. Они активно защищали права рабочих. Это привело к созданию Церкви и общества Латинской Америки (ЦОЛА; исп. Iglesia y Sociedad en América Latina-Bolivia, ISAL-Bolivia) в Боливии. Используя марксистский анализ общества, ЦОЛА одобрило социализм как единственное средство достижения справедливости.
Политическая позиция ЦОЛА вызвала резкую реакцию епископов. После того, как ЦОЛА утвердило, что капитализм заразил церковь, КЕБ лишила организацию её официального католического статуса. В последующем пастырском письме, епископы заявили, что хотя у священников была обязанность продвижения необходимых социальных изменений, но они не могли ассоциировать себя с определёнными партиями или движениями. Осторожность церковной иерархии проявилась в обращении с Боливийской комиссией справедливости и мира, которая была создана в 1973 году как исследовательское ответвление епархии. Комиссия быстро и активно стала защищать права политических заключенных, задержанных при военном правительстве полковника Уго Бансера Суареса. Правительство обвинило комиссию в продвижении подрывной пропаганды и депортировало ключевой персонал организации. В ответ, епископы одобрили программу по правам человека, но затем комиссия прекратили свои операции на два года. Восстановленная комиссия оперировала под более жестким епископским контролем чем свой предшественник.
Возвращение демократии в 1980-х дало новую серию испытаний для церкви. Хоть КЕБ и признало, что экономический кризис начала-середины 1980-х годов требовал строгих мер, она публично вопрошала стабилизационную политику, одобренную в 1985 году президентом Виктором Пас Эстенссоро. Одобрив свою позицию на Конференции епископов Центральной Америки в мексиканском городе Пуэбла в 1979 году, КЕБ предположила, что «Новая экономическая политика» (исп. Nueva Política Económica) президента Пас Эстенссоро вызвала бы высокие уровни неравенства в обществе. После этого письма, КЕБ была посредником в переговорах между правительством и Боливийским рабочим центром.

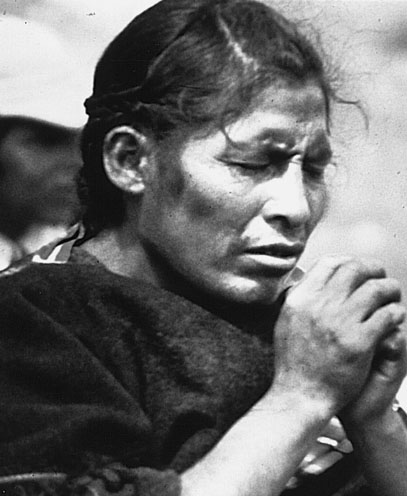
Женщина из народа аймара молится

В 1986 Католическая церковь в Боливии была организована в четыре архиепархии (в Ла-Пасе, Санта-Крусе, Кочабамбе и Сукре), четыре епархии, две территориальные прелатуры и шесть апостольских викариатов. У епископов было около 750 священников, множество из которых было иностранцами. Малочисленность священников затрудняла активность церкви. К примеру, в архиепархии Сукре было всего лишь 62 священника, которым нужно было удовлетворять нужды около 532 000 католиков, разбросанных на площади в более чем 50 000 км².
Из-за слабого влияния церкви в сельской местности, большое количество местного населения начало исповедовать католицизм, переплетённый с местными верованиями. Местные не видели несовместимостей христианства и местных верований. Так, пантеон народностей кечуа и аймара стал смешением христианских и языческих духов и богов. Так, девственная дочь инкского бога солнца позже стала Девой Марией. Многие сверхъестественные существа были привязаны к определенным местам, таким как озера или горы. Мать-земля, Пачамама, и ритуалы плодородия играли большую роль.
В 1980-х годах, мормоны, Свидетели Иеговы, адвентисты седьмого дня и члены разных деноминаций пятидесятнической церкви получили признание у жителей-скваттеров в сельских и городских зонах. Так как эти деноминации протестантизма имели склонность к подчеркиванию индивидуального спасения и к отведению внимания от социальных и политических проблем, то многие левые считали их миссионеров агентами США. В мае 1989 года, левые террористы убили двух мормонских миссионеров из США, которые работали в сообществе скваттеров у Ла-Паса.

## Другие религии

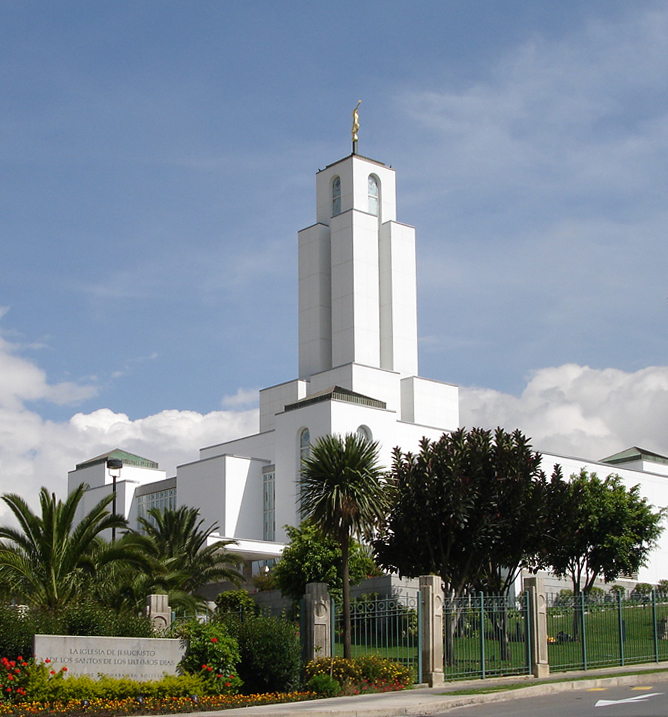
Мормонский храм в Кочабамбе

### Другие ответвления христианства
В Боливии, протестанты представляют собой религиозно активное меньшинство. В стране особенно много методистов. Другие деноминации, представленные в Боливии, включают в себя меннонитство (которые живут в стране с начала 1950-х и главным образом живут в департаменте Санта-Крус) и англиканство. Начиная с 1980-х годов, последователей начали набирать адвентисты седьмого дня и различные деноминации церкви пятидесятников.

### Буддизм и индуизм
В Боливии существует небольшое сообщество буддистов.
В 1988 году, правительство заявило о том, что множественные религиозные группы в Боливии действуют незаконно, но их попытка депортировать иностранных членов движения Харе Кришна была подавлена Верховным судом. Теперь, движение Харе Кришна законно зарегистрировано в Боливии как «образовательное учреждение».

### Вера бахаи
В литературе веры бахаи Боливия упоминается ещё с 1916 года. Первые последователи веры бахаи прибыли в страну в 1940 году в виде пионеров, которые решили переехать из США для роста числа последователей религии. В том же году, к религии присоединился первый боливиец. Первое Местное духовное собрание, местная административная единица в религии, было создано в Ла-Пасе в 1945 году. С 1956 года, коренные жители Боливии присоединялись к вере, и она широко распространилась среди них. Первое Национальное духовное собрание было создано в 1961 году. В 1963 году, в Боливии были сотни местных собраний.
Вера бахаи, в данный момент — крупнейшее религиозное меньшинство в Боливии. Также, в Боливии живёт крупнейшее число последователей веры бахаи в Южной Америке, в 2005 году их количество составило около 217 000 человек.

### Иудаизм
В Боливии живёт всего лишь около 500 иудаистов. Это — одно из самых маленьких сообществ иудаистов в Южной Америке.

### Нерелигиозные люди
В 2007 году Институт Гэллапа из США провёл опрос среди боливийцев, спрашивая «Важна ли религия в вашей жизни?». 12 % ответивших сказали «Нет».
В 2008 году организацией Americas Barometer был проведен опрос, в результате которого 3,3 % ответивших ответили, что они «нерелигиозны».
Позже, в феврале 2010 года, был проведён ещё один опрос, но он проводился лишь в городах Эль-Альто, Ла-Пас, Кочабамба и Санта-Крус, в котором 5 % ответивших указало на свою нерелигиозность. Этот опрос был опубликован в газете La Prensa.